# Chignin
Chignin és un municipi francès situat al departament de la Savoia i a la regió d'Alvèrnia-Roine-Alps. L'any 2007 tenia 767 habitants.

## Demografia

### Població
El 2007 la població de fet de Chignin era de 767 persones. Hi havia 299 famílies de les quals 74 eren unipersonals (43 homes vivint sols i 31 dones vivint soles), 101 parelles sense fills, 101 parelles amb fills i 23 famílies monoparentals amb fills.
La població ha evolucionat segons el següent gràfic:
Habitants censats

### Habitatges
El 2007 hi havia 359 habitatges, 310 eren l'habitatge principal de la família, 30 eren segones residències i 19 estaven desocupats. 326 eren cases i 32 eren apartaments. Dels 310 habitatges principals, 238 estaven ocupats pels seus propietaris, 60 estaven llogats i ocupats pels llogaters i 12 estaven cedits a títol gratuït; 1 tenia una cambra, 13 en tenien dues, 36 en tenien tres, 82 en tenien quatre i 179 en tenien cinc o més. 283 habitatges disposaven pel capbaix d'una plaça de pàrquing. A 130 habitatges hi havia un automòbil i a 160 n'hi havia dos o més.

### Piràmide de població
La piràmide de població per edats i sexe el 2009 era:
| Homes | Edats   | Dones |
| ----- | ------- | ----- |
| 0     | 95 o +  | 4     |
| 4     | 90 a 94 | 0     |
| 0     | 85 a 89 | 8     |
| 4     | 80 a 84 | 8     |
| 4     | 75 a 79 | 16    |
| 20    | 70 a 74 | 12    |
| 24    | 65 a 69 | 20    |
| 24    | 60 a 64 | 8     |
| 28    | 55 a 59 | 20    |
| 32    | 50 a 54 | 52    |
| 28    | 45 a 49 | 20    |
| 24    | 40 a 44 | 40    |
| 28    | 35 a 39 | 20    |
| 28    | 30 a 34 | 36    |
| 12    | 25 a 29 | 12    |
| 29    | 20 a 24 | 4     |
| 24    | 15 a 19 | 24    |
| 20    | 10 a 14 | 20    |
| 20    | 5 a 9   | 44    |
| 32    | 0 a 4   | 24    |

## Economia
El 2007 la població en edat de treballar era de 490 persones, 355 eren actives i 135 eren inactives. De les 355 persones actives 336 estaven ocupades (184 homes i 152 dones) i 20 estaven aturades (6 homes i 14 dones). De les 135 persones inactives 60 estaven jubilades, 41 estaven estudiant i 34 estaven classificades com a «altres inactius».

### Ingressos
El 2009 a Chignin hi havia 338 unitats fiscals que integraven 826,5 persones, la mediana anual d'ingressos fiscals per persona era de 21.516 €.

### Activitats econòmiques
Dels 51 establiments que hi havia el 2007, 2 eren d'empreses alimentàries, 1 d'una empresa de fabricació d'elements pel transport, 7 d'empreses de fabricació d'altres productes industrials, 10 d'empreses de construcció, 12 d'empreses de comerç i reparació d'automòbils, 5 d'empreses de transport, 2 d'empreses d'hostatgeria i restauració, 1 d'una empresa d'informació i comunicació, 3 d'empreses financeres, 1 d'una empresa immobiliària, 4 d'empreses de serveis i 3 d'empreses classificades com a «altres activitats de serveis».
Dels 13 establiments de servei als particulars que hi havia el 2009, 1 era una oficina de correu, 2 tallers de reparació d'automòbils i de material agrícola, 1 paleta, 3 fusteries, 1 lampisteria, 3 electricistes, 1 empresa de construcció i 1 restaurant.
Els 2 establiments comercials que hi havia el 2009 eren carnisseries.
L'any 2000 a Chignin hi havia 45 explotacions agrícoles que ocupaven un total de 216 hectàrees.

## Equipaments sanitaris i escolars
El 2009 hi havia una escola elemental.

## Poblacions més properes
El següent diagrama mostra les poblacions més properes.